# Almanza (León)
Ne pas confondre avec Almansa, commune de Castille-La Manche. Voir aussi le père Rafael Almansa.
Almanza est une commune d'Espagne dans la province de León, communauté autonome de Castille-et-León. Elle s'étend sur 141,99 km2 et comptait environ 580 habitants en 2014.

## Histoire
Vers la fin du XIIe siècle, Alphonse IX de León confie la garde du château d'Almanza aux Templiers